# Elatostema wugangense
Elatostema wugangense es una especie de planta del género Elatostema, perteneciente a la familia Urticaceae.

## Taxonomía
Elatostema wugangense fue descrita por Wen Tsai Wang en 2012.

## Distribución
Se encuentra en el territorio sudeste de China.